# Лазурненский сельсовет
Лазурненский сельсовет — сельское поселение в Козульском районе Красноярского края.
Административный центр — посёлок Лазурный.

## Население
| 2010 | 2012  | 2013  | 2014  | 2015  | 2016  | 2017  |
| ---- | ----- | ----- | ----- | ----- | ----- | ----- |
| 1240 | ↗1257 | ↗1295 | ↘1286 | ↗1288 | ↗1293 | ↗1302 |

## Состав сельского поселения
В состав сельского поселения входят 11 населённых пунктов:
| №  | Населённый пункт | Тип населённого пункта          | Население |
| -- | ---------------- | ------------------------------- | --------- |
| 1  | Большой Кемчуг   | деревня                         | 138       |
| 2  | Лазурный         | посёлок, административный центр | 516       |
| 3  | Малиногорка      | деревня                         | 115       |
| 4  | Малиногорка      | посёлок                         | 19        |
| 5  | Можарский        | посёлок                         | 149       |
| 6  | Новая Дорога     | деревня                         | 49        |
| 7  | Соболевка        | посёлок                         | 5         |
| 8  | Старая Козулька  | деревня                         | 125       |
| 9  | Тайга            | посёлок                         | 14        |
| 10 | Шарловка         | деревня                         | 76        |
| 11 | Шушково          | посёлок                         | 34        |

## Местное самоуправление
Лазурненский сельский Совет депутатов
Дата Избрания: 14.03.2010. Срок полномочий: 5 лет. Количество депутатов:  10
Глава муниципального образования
- Дементьев Анатолий Семенович. Дата Избрания: 14.03.2010. Срок полномочий: 5 лет